# Island i olympiska sommarspelen 1996
Island deltog i de olympiska sommarspelen 1996 i Atlanta med en trupp bestående av nio deltagare, men ingen av landets deltagare erövrade någon medalj.

## Friidrott
Herrarnas tiokamp
- Jón Arnar Magnússon
  - Slutligt resultat — 8274 poäng (→ 12:e plats)

Herrarnas diskuskastning
- Vésteinn Hafsteinsson
  - Kval — 56,30m (→ gick inte vidare)

Damernas 400 meter häck
- Guðrún Arnardóttir
  - Kval — 54,88
  - Semifinal — 54,81 (→ gick inte vidare)